# Пити по краплі
Пити по краплі — перший студійний альбом українського гурту Postsense, випущений 2011 року.

## Про альбом
«Пити по краплі» - дебютна платівка гурту Postsense. Робота над альбомом тривала з початку 2010 року на кількох київських студіях звукозапису. Платівка вмістила 8 пісень, написаних впродовж 2009-2011 років. 
В альбом увійшли пісні, написані Євгеном Павлюковським та Олександром Зайцевим. Потужний гітарний драйв, який супроводжує оригінальні тексти, доповнюють звуки флюгельгорну, металофону, перкусії та різноманітних електронних noise-ефектів. Робота над платівкою тривала понад рік. Диск записували на студіях Top Sound Records, Revet sound та у властній студії гурту Postsense. Продюсер релізу Євген Павлюковський.

Над створенням альбому працювали:
Музика: Євген Павлюковський, Олександр Зайцев.
Тексти пісень: Євген Павлюковський, Олександр Зайцев.
Аранжування: Євген Павлюковський, Євген Клюшніченко.

В записі брали участь:
Вероніка Самандас — вокал.
Євген Павлюковський — гітара, бас-гітара, клавішні, noise-ефекти, перкусія, аранжування.
Євген Клюшніченко — труба.
Олександр Зайцев — гітара.
Віталій Старченко — бас-гітара.
Віктор Немирович — труба, флюгельгорн.
Андрій Томошенко — клавішні.
Микола Сікора — ударні.

Запис: Top sound records.
Зведення, мастерінг: Сергій Knob Любінський, студія Revet Sound. Рік: 2011 рік.
Візуальне оформлення платівки: Олександр Зайцев.
Продюсер релізу: Євген Павлюковський.

## Список композицій
| #  | Назва          | Тривалість |
| -- | -------------- | ---------- |
| 1. | «Атакуєте»     | 2:56       |
| 2. | «Самотня дуда» | 0:31       |
| 3. | «Лінч»         | 3:03       |
| 4. | «Аргумент»     | 3:03       |
| 5. | «Інструмент»   | 4:10       |
| 6. | «Чорний текст» | 5:06       |
| 7. | «Досить»       | 3:18       |
| 8. | «Берета»       | 5:11       |